# Tragedy
Tragedy ist eine moderne US-amerikanische Hardcore-Punk-Band aus Portland, Oregon, die 2000 in Memphis, Tennessee, unter anderem von Mitgliedern von From Ashes Rise und der aufgelösten Band His Hero Is Gone, gegründet wurde.

## Stil
Die Musik der Band ist geprägt von einem harten Punk-Sound, der oft von melodischen Zwischenteilen und Tempoverringerungen unterbrochen wird. Auch wenn sie sich meistens an diesen musikalischen Wurzeln orientieren gehen sie teilweise innovative Wege, die zu einer besonderen, neuen Art des Hardcore führen. Großen Einfluss auf die Band hatten vor allem D-Beat-Bands, wie zum Beispiel Discharge.
Tragedy hat einen hohen Bekanntheitsgrad in der DIY-Hardcore-Szene. Trotzdem versuchen die Bandmitglieder sich nicht ins Rampenlicht zu stellen, so besitzt die Band bis heute keine offizielle Webseite und die Booklets enthalten nur sehr wenig Informationen über die Band. Dies führt fast schon zu einer Mystifizierung der Band.

## Diskografie
- 2000: Tragedy (LP)
- 2002: Can We Call This Life? (7")
- 2002: Vengeance (LP)
- 2003: Split-Single mit Totalitär (7")
- 2004: UK 2004 Tour (7", auf 500 Einheiten limitiert)
- 2006: Nerve Damage (LP)
- 2012: Darker Days Ahead (LP)[1]
- 2018: Fury (12")